# Áreas protegidas de Malaui

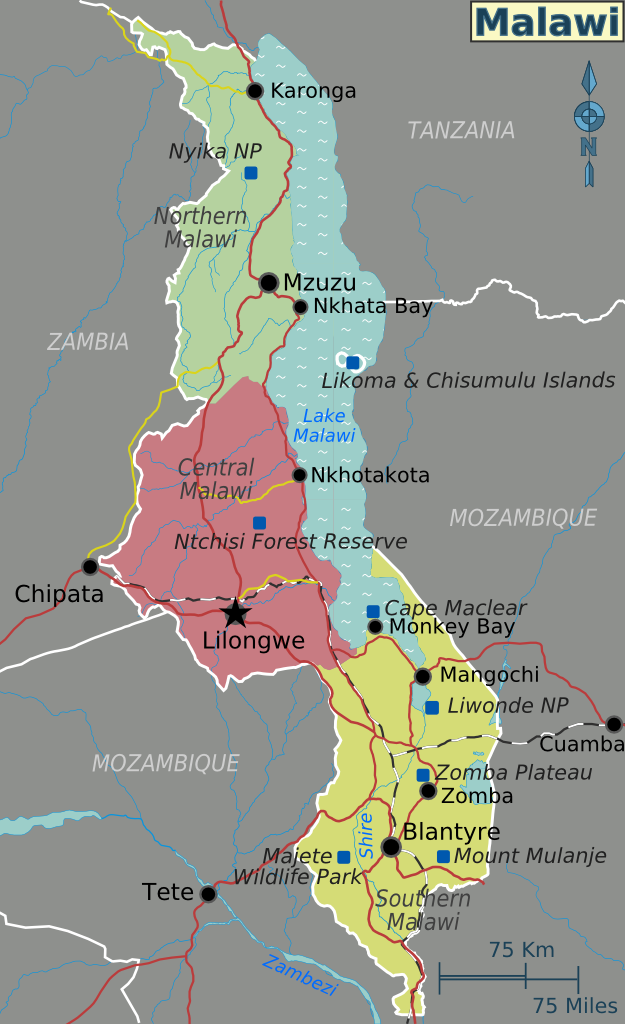
Mapa administrativo con los parques nacionales de Malaui

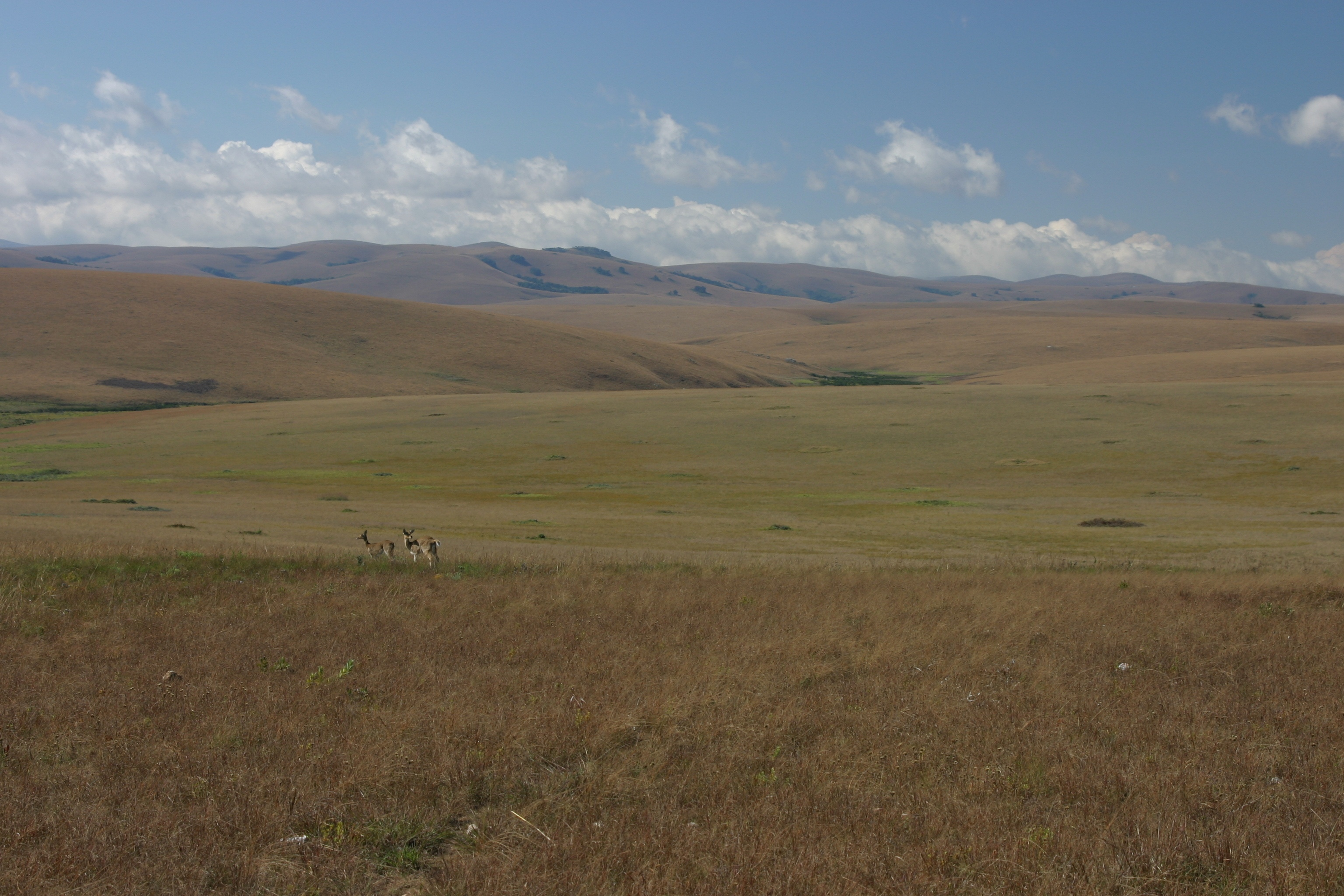
Pastizales en el Parque nacional Nyika.

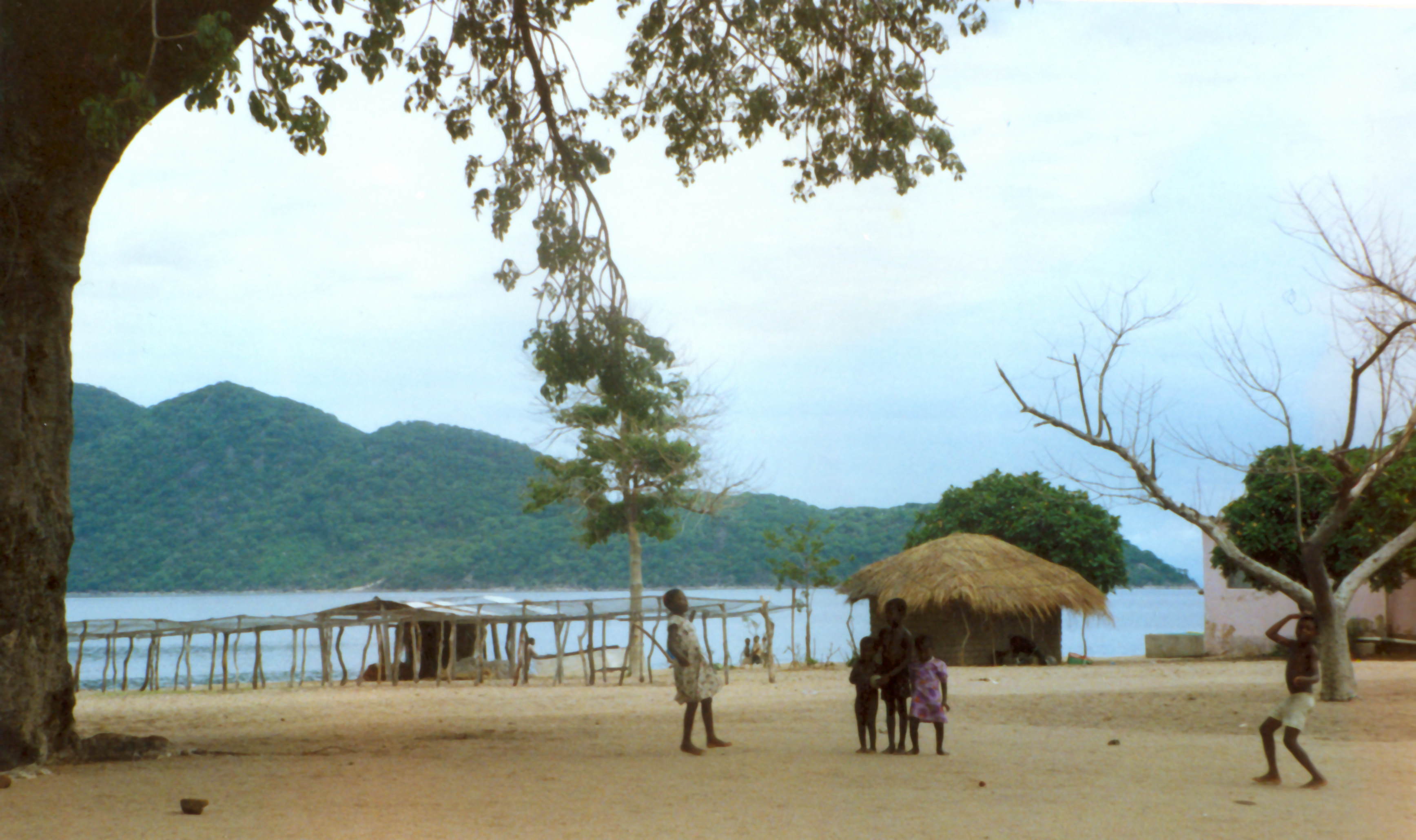
Orillas del lago Niassa en el Parque nacional del Lago Malaui.

Según la IUCN, en Malaui había, en 2024, 116 áreas protegidas con una extensión de 27.374 km2, el 23,11 % del territorio nacional, 118.473 km2. Hay 5 parques nacionales, 1 área de conservación, 4 reservas naturales, 79 reservas forestales y 22 reservas forestales propuestas. Entre los sitios designados internacionales, hay 2 sitios Ramsar, 2 reservas de la biosfera de la Unesco y 2 sitios patrimonio de la humanidad

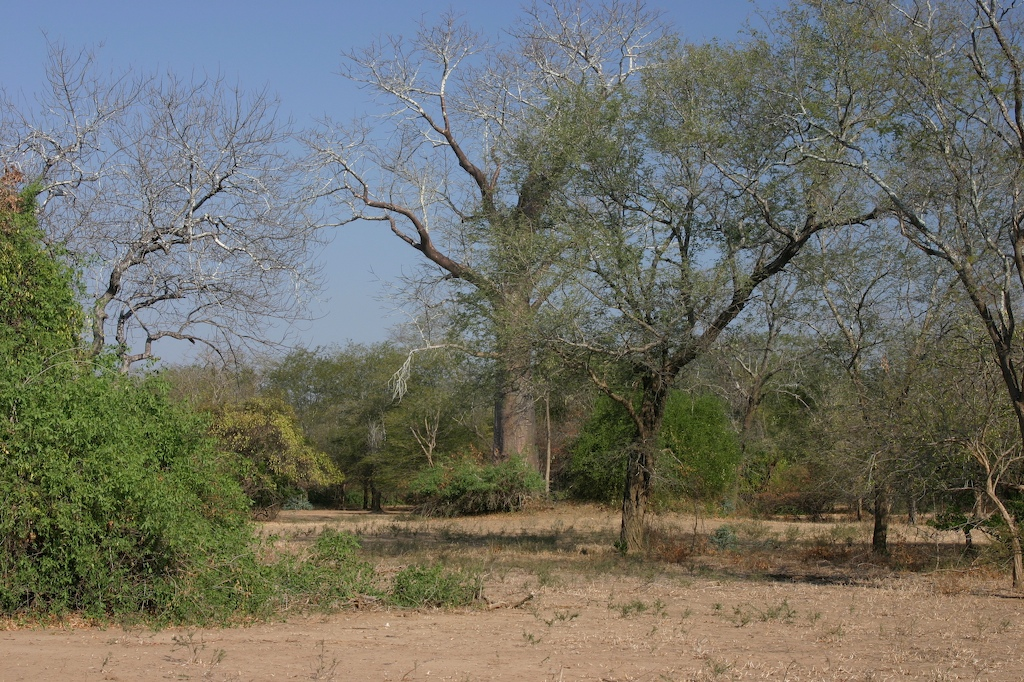
Parque nacional Lengwe

Malaui tiene una gran riqueza natural, que incluye la mayoría de los grandes mamíferos del continente, incluidos los cinco grandes de África: búfalo, elefante, león, leopardo y rinoceronte. En conjunto, hay unas 170 especies de mamíferos y unas 600 especies conocidas de aves.
Al ser un país muy poblado, los animales se ven relegados a los cinco parques nacionales y a las diversas reservas de caza, incluido el lago Malaui, que contiene especies de peces únicas. 

## Parques nacionales
- Parque nacional Nyika, creado y ampliado en 1965-1978: 3134 km², en el norte, en la meseta de Nyika, con una altitud media de 1800 m. El nombre significa "de donde viene el agua". Bordea Zambia por el oeste; pastizales desarbolados, colinas interminables, algunos bosques perennes en los valles. Cebras, elands, antílopes de Liechtenstein, kudus, duikers, facoceros, etc.[1]
- Parque nacional Kasungu, creado en 1970; 2316 km²; en el centro oeste, en la frontera con Zambia; bosque abierto de miombo con numerosos ríos; hipopótamos, elefantes, antílopes, kudus, impalas, etc.[2]
- Parque nacional del Lago Malaui, creado en 1980; 94 km², en el extremo sur del lago, donde se encuentra un pequeño archipiélago de doce islas, frente al cabo Maclear, donde se practica submarinismo para ver peces, entre ellos, el más destacable, el mbuna. El cabo Maclear, en la península Nankhumba, también es reserva natural.
- Parque nacional Liwonde, creado en 1973; 580 km², al sur, a orillas del río Shire, entre el lago Malaui y el lago Malombe. Pantanos, lagunas y cañaverales junto al río, palmeras, pastizales, kigelias y baobabs en las zonas secas. La mayor población de elefantes del país; hipopótamos, antílopes, kudus, duikers y oribis en las zonas donde hay mopane.
- Parque nacional Lengwe, creado en 1970; 887 km², en el extremo sur, zona baja en la orilla derecha del río Shire, frontera con Mozambique, bosque y humedales dambo de pastos y juncos. Famoso por los antílopes nyala; está rodeado de plantaciones de caña de azúcar y se inunda en época de lluvias.

## Reservas de caza adyacentes a los parques nacionales
- Reserva de caza de Majete (Majete Wildlife Reserve), de 700 km²; al norte del Parque nacional Lengwe; colinas bajas recubiertas de bosques abiertos de Brachystegia y densos bosques a lo largo de los ríos; completamente vallada, con fauna restaurada: elefantes, rincerontes, búfalos, cebras, leopardos, leones, hipopótamos, etc.[3]
- Reserva de vida salvaje de Mwabvi (Mwabvi Wildlife Reserve), de 350 km², al sur del Parque nacional Lengwe; antílopes, leones, babuinos. No hay elefantes.
- Reserva de caza de Nkhotakota (Nkhotakota Wildlife Reserve), 1.8000 km², la mayor y más antigua de Malaui, en el centro, sobre el lago Niassa. Bosque de miombo, pastizales y bosque perenne en el monte Chipata. Elefantes, búfalos, leones, hienas, etc.
- Reserva de caza de Vwaza Marsh, de 1000 km², en el noroeste, cerca del Parque nacional Nyika, frontera con Zambia, llano con bosque de mopane, miombo y Brachystegia. Hipopótamos y elefantes que cruzan al cercano Parque nacional Luangwa Norte, al oeste, en Zambia.

## Sitios Ramsar
- Marisma de los elefantes, 615,6 km2, número Ramsar 2308, en 16°21'S 35°00'E, desde 2017. En el valle inferior del río Shire, en el sur de Malawi. Es un mosaico de aguas abiertas, vegetación pantanosa enraizada y flotante, márgenes herbáceos y carrizales, intercalados con islotes que contienen cañizos, matorrales y palmeras. Livingstone lo llamó marisma de los elefantes porque avistó no menos de 800 en una visita en 1859. La mayoría se han ido, pero todavía hay unas 20.000 aves acuáticas.[4]
- Lago Chilwa, 2248 km2, número Ramsar 869, desde 1996, en 15°15'S 35°45'E.¡, al sur de Malawi. Un lago salino poco profundo sujeto a variaciones de nivel con las estaciones. Está rodeado por densos pantanos, marismas neutras o ácidas y llanuras de inundación herbáceas inundadas estacionalmente. Posee numerosas islas, dos de las cuales están deshabitadas. Se han registrado unas 153 especies de aves residentes y 30 migratorias. Las actividades humanas incluyen la pesca y el cultivo de arroz. El lago es compartido con Mozambique.[5]

## Reservas de la biosfera de la Unesco

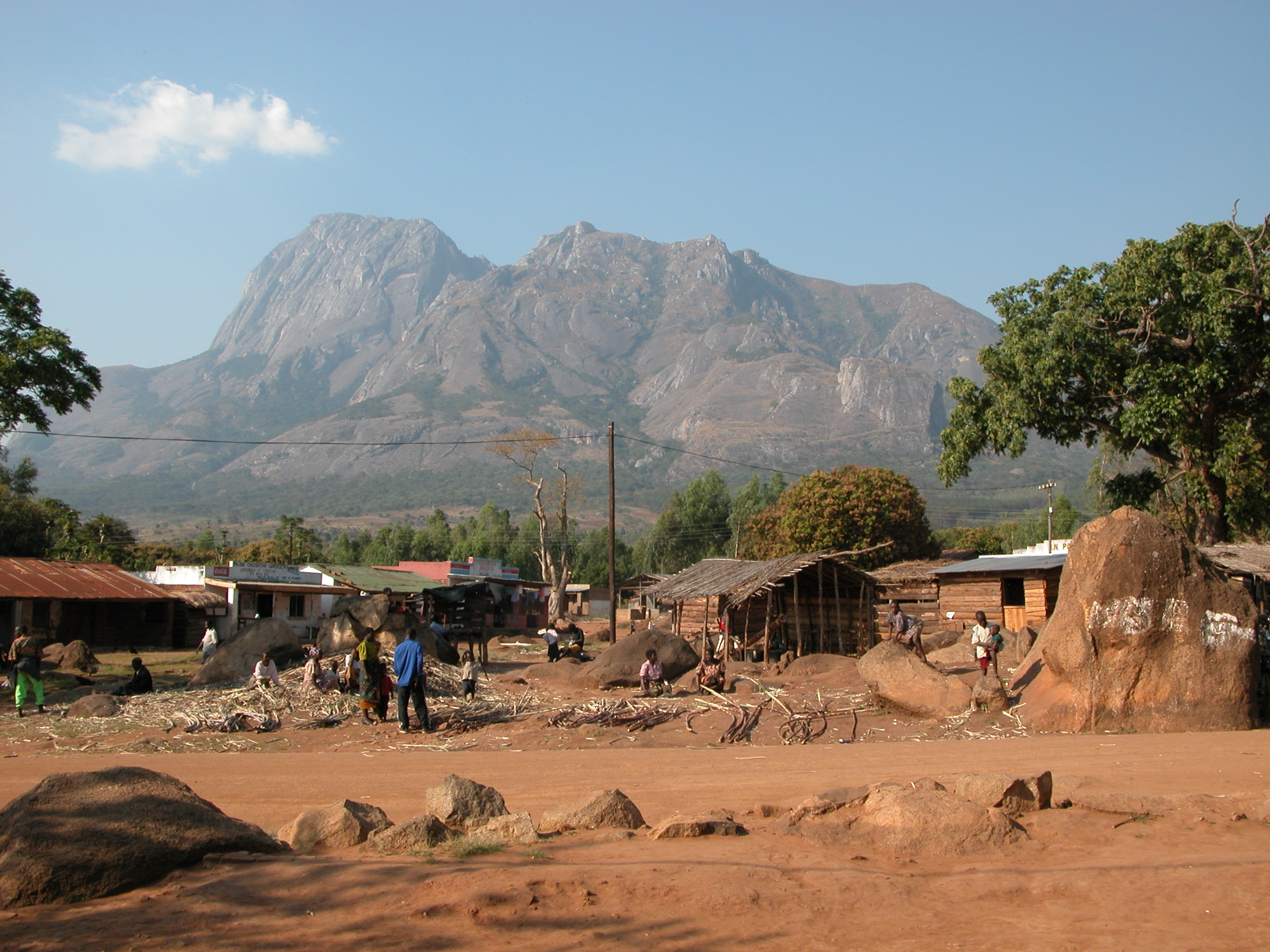
Monte Mulanje

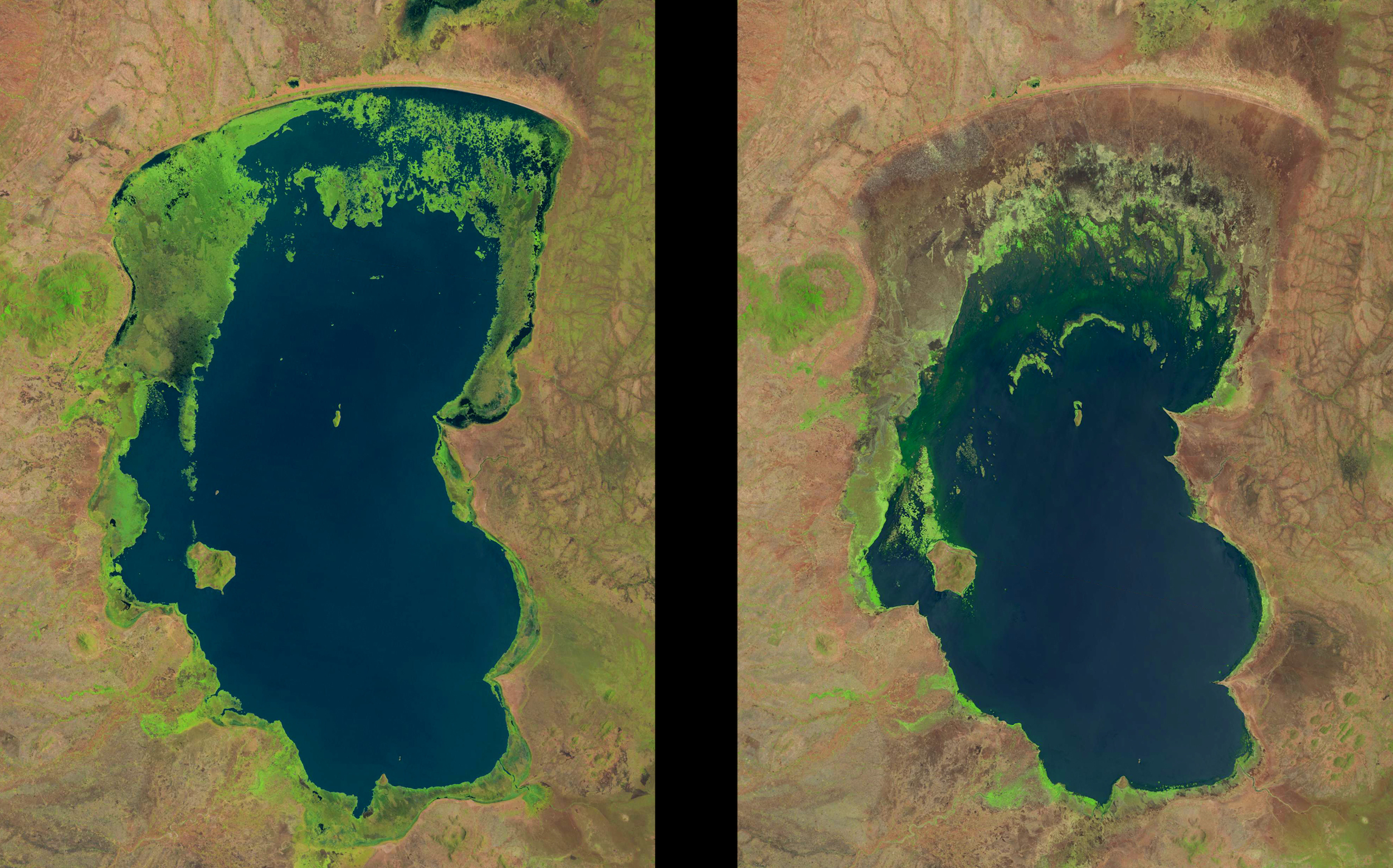
Lago Chilwa en 1990 y 2013, donde se aprecia la reducción de su superficie

- Reserva de la biosfera del Monte Mulanje. Reserva forestal desde 1927, en 2000 se convierte en reserva de la biosfera con una extensión de 859 km2. Se encuentra al sudoeste de Malaui, cerca de la frontera con Mozambique. El monte Mulanje, un inselberg aislado, que corona a 3002 m en el pico Sapitwa, y tiene unos 500 km2, pero la reserva se extiende por las llanuras adyacentes, densamente pobladas, que se encuentran a 600-700 m de altitud, con diversas zonas ecológicas, desde bosque lluvioso a bosque alpino. En las alturas crece el árbol nacional de Malaui, el cedro de Mulanje.[6] El macizo, que se alza 1800-1900 m por encima de las llanuras, favorece las precipitaciones de noviembre a abril. La reserva tiene 26 por 22 km y está llena de gargantas en las que crece el bosque, húmedo en el sur y el este, y seco en el norte y el oeste con bosques de Brachystegia. Entre las especies de aves amenazadas, figuran el apalis gorgigualdo y el bulbul de las Milanji, y entre las demás especies, el gecko enano de Mulanje, el camaleón de Mulanje y la serpiente Dipsadoboa flavida. No hay habitantes en la reserva, pero la zona que la rodea alberga unos 139 pueblos dentro de un radio de 7 km desde el monte, de tres etnias: los man’ganja, yao y lomwe.[7]

- Reserva de la biosfera de los humedales del lago Chilwa. En el sur de Malaui, tocando a la frontera con Mozambique, la reserva triplica la extensión del sitio Ramsar, con 6142 km2. El lago Chilwa solo tiene una extensión de 2400 km2 y se halla a 627 m de altitud. Funciona como una cuenca de drenaje poco profunda. Su lado oriental está compuesto de suelos arenosos, mientras que el resto son arcillas de grano fino. Hay un plan agrícola que distingue entre siete tipos distintos de suelo. La zona geográfica incluye los llanos de Chilwa, el lago y áreas montañosas como el monte Zomba, una meseta que culmina a 2087 m s. n. m. (metros sobre el nivel del mar), y el monte Mulanje, que culmina a 3000 m s. n. m.. Dentro de la reserva, la cuenca del lago, viven 1 millón de personas. La altura del nivel del lago oscila 1 metro entre la estación húmeda (mayo-octubre), y la seca (noviembre-abril). Hay marismas, pantanos, cinco ríos principales, islas, llanuras cultivadas y prados. Del lago se sacan cada año unas 25.000 toneladas de peces. Domina la zona la etnia waYao, seguida de los chewa o nyanja.[8]

## Patrimonio de la humanidad
- Parque nacional del lago Malaui, 94 km2